# Viforâta, Buzău
Viforâta este un sat în comuna Berca din județul Buzău, Muntenia, România.